# Brecha sísmica del Norte Grande

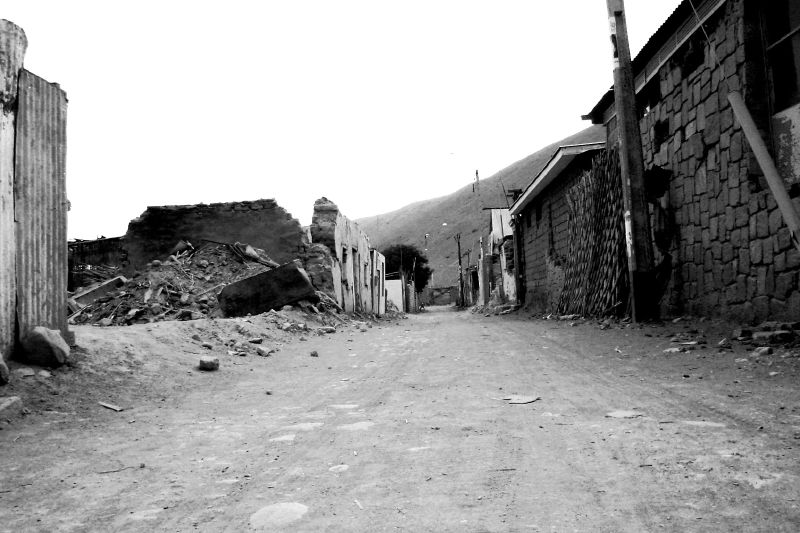
Vista del pueblo de San Lorenzo de Tarapacá tras un terremoto, en 2005.

La brecha o  laguna sísmica del Norte Grande es el nombre que recibe la zona de quiescencia sísmica en la zona norte de Chile y sur del Perú. Se trata de un extenso sector del borde de encuentro entre las placas tectónicas Sudamericana y de Nazca que no ha presentado terremotos de gran magnitud que sean capaces de liberar de manera importante la energía acumulada allí dese 1877. Esta situación ha llevado a modelar un posible megaterremoto que afectaría al Norte Grande chileno, abarcando las regiones de Arica y Parinacota, Tarapacá Antofagasta, y la región peruana de Tacna. Si bien el Terremoto de Iquique de 2014 fue de una magnitud notable, no se considera suficiente porque la zona de ruptura solo involucró un tercio de la brecha sísmica, dando lugar a dos zonas silentes: al norte y al sur de Iquique. 

## Geología

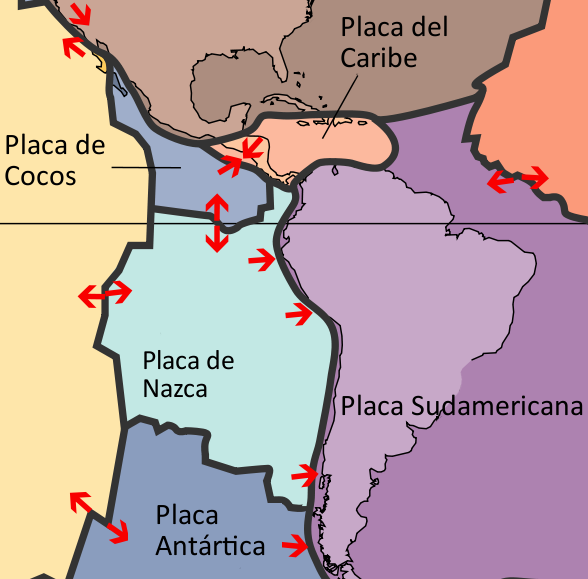
Ubicación de las placas Sudamericana y de Nazca, sobre la costa chilena.

Chile se ubica a lo largo del cinturón de fuego del Pacífico, una zona de alta sismicidad debida al choque tectónico entre la placa Sudamericana y la placa de Nazca y la subducción de esta última bajo la placa continental. El movimiento y la fricción entre estas dos placas tectónicas convierte a Chile en una zona con frecuentes terremotos y alto vulcanismo. La zona del Norte Grande no es ajena a ello: la zona andina tiene muchos volcanes activos, mientras que la cordillera de la Costa es franqueada por un sistema de fallas geológicas (falla de Atacama) que manifiestan la subducción entre ambas placas.
Si bien los movimientos telúricos no se pueden predecir con exactitud, sí existen patrones relativamente constantes. De acuerdo a los registros de diferentes sismos, el período entre dos terremotos de grandes proporciones es de aproximadamente un siglo. Sin embargo, la zona altamente sísmica del Norte Grande no registra un terremoto de importancia como el devastador terremoto de Arica de 1868, cuya magnitud aproximada fue de 9,0 MW o el terremoto y maremoto de Iquique de 1877 que alcanzó una magnitud de 8,8 MW.
El reciente terremoto de Iquique de 2014 tampoco llegó a liberar toda la energía sísmica acumulada, produciendo deslizamientos en una zona de ruptura que representa solamente  un tercio de la longitud total del borde convergente que ha permanecido en quiescencia sísmica desde 1877.
Según el experto en terremotos, Gabriel González: 

«Las placas se mueven unos 66 milímetros por año, desde 1877 han pasado 145, y debió haberse desplazado bajo la superficie entre 9 y 10 metros, pero solo lo han hecho, en promedio, unos 2 a 3 metros durante el sismo de Iquique de 2014 y del orden de 1.5 metros durante el terremoto de Tocopilla en 2007. Por lo tanto, todavía queda una cantidad importante de energía acumulada en la zona de contacto entre las placas de Nazca y Sudamericana, que es lo que denominamos la falla de subducción»

Las características de este posible gran terremoto son preocupantes: su magnitud superaría fácilmente los 8 grados en la escala sismológica de magnitud de momento y podría incluso acercarse a la del terremoto de Valdivia de 1960, que con una magnitud de 9,5 MW es el de mayor magnitud registrado en la historia en todo el mundo. El sismo además se produciría en la zona costera, lo que generaría un tsunami que devastaría las principales ciudades del área costera, afectando a las más de 800 000 personas que viven en Arica, Iquique, Tocopilla, Mejillones, Antofagasta y Taltal. Las aguas del océano Pacífico entrarían en las zonas urbanas, arrasando con gran parte del casco histórico de cada ciudad.
La peligrosidad de este posible terremoto ha motivado diversas campañas de la ONEMI (desde 2023 SENAPRED), para prevenir desgracias, habilitando vías de escape hacia zonas de altura para sobrevivir al maremoto y realizando simulacros de evacuación rápida hacia zonas seguras (sobre la cota 30 m.s.n.m.).

## Antecedentes
El 13 de junio de 2005, se produjo un terremoto en la zona de Tarapacá que hizo suponer que fuera el «gran terremoto», pero rápidamente fue descartado puesto que el terremoto fue de origen cordillerano y no costero. Un nuevo terremoto con epicentro en las cercanías de Tocopilla se produjo el 14 de noviembre de 2007, reuniendo algunas de las características del «gran terremoto», aunque sus daños fueron mucho menores a los esperados para el supuesto cataclismo, y rápidamente se descartó un tsunami.
Tras el terremoto de 8,8 MW que afectó al centro-sur de Chile el 27 de febrero de 2010, bajó la probabilidad de un nuevo evento en esta zona en el futuro cercano, pero se incrementó la alerta frente al posible gran sismo de la zona Norte en la población chilena. El 5 de abril de ese año, mismo día en que el matutino de circulación nacional Las Últimas Noticias aludió al «gran terremoto del Norte» en su portada, un sismo de 5,5 en la escala de Richter provocó pánico en las ciudades de las regiones de Tarapacá y Antofagasta, pese a que no se registraron daños materiales.
En marzo de 2014, una serie de movimientos sísmicos se registraron en la costa entre Arica e Iquique, incluyendo varios sismos que superaron la magnitud 6.  El 1 de abril, un sismo de magnitud 8,2 fue registrado a 95 km al noroeste de Iquique y a 127 km al suroeste de Arica, el sismo de mayor intensidad en la zona desde 1877. Este gran terremoto fue seguido de varias decenas de réplicas, incluida una de 7,7 MW el 2 de abril. Pese a la fuerte liberación de energía producida por este terremoto, sismólogos han indicado que esta no sería suficiente para eliminar totalmente la amenaza del evento sísmico esperado y que aún es posible que ocurra uno o más eventos de similar o mayor magnitud, más al norte y más al sur de Iquique.

### Lista de terremotos
Terremotos en el Norte Grande de Chile desde 1868:
| Fecha y hora                    | Nombre              | Epicentro                                | Zonas afectadas     | MS   | MW   | Muertos |
| ------------------------------- | ------------------- | ---------------------------------------- | ------------------- | ---- | ---- | ------- |
| 13 de agosto de 1868 (16.45)    | Arica de 1868       | 18°30′00″S 70°21′00″O / -18.500, -70.350 | I, XV y II regiones | 8585 | 9,0  | 500     |
| 9 de mayo de 1877 (21.16)       | Iquique de 1877     | 19°36′00″S 70°13′48″O / -19.600, -70.230 | I, XV y II regiones | 8,5  | 8,8  | 34      |
| 6 de diciembre de 1953 (22.05)  | Calama de 1953      | 24°21′14″S 68°00′47″O / -24.354, -68.013 | I y II regiones     | 7,4  | 7878 | 3       |
| 28 de diciembre de 1966 (4.18)  | Taltal de 1966      | 23°53′31″S 69°05′56″O / -23.892, -69.099 | II y III regiones   | 7,8  | 8,1  | 6       |
| 20 de diciembre de 1967 (23.53) | Tocopilla de 1967   | 20°46′30″S 70°59′13″O / -20.775, -70.987 | II Región           | 7,2  | 7,2  | 10      |
| 29 de noviembre de 1976 (21.40) | Pica de 1976        | 20°31′12″S 68°55′08″O / -20.520, -68.919 | I y II regiones     | 7,3  | 7,5  | 1       |
| 8 de agosto de 1987 (11.48)     | Tarapacá de 1987    | 10°01′05″S 69°08′53″O / -10.018, -69.148 | XV, I y II regiones | 7,3  | 7373 | 3       |
| 30 de julio de 1995 (01.11)     | Antofagasta de 1995 | 23°21′36″S 70°18′36″O / -23.360, -70.310 | II Región           | 7,3  | 8,0  | 3       |
| 13 de junio de 2005 (18.44)     | Tarapacá de 2005    | 19°53′42″S 69°07′30″O / -19.895, -69.125 | I Región            | 7,8  | 7,9  | 11      |
| 14 de noviembre de 2007 (12.40) | Tocopilla de 2007   | 22°11′20″S 69°50′35″O / -22.189, -69.843 | I y II Región       | 7,5  | 7,7  | 2       |
| 11 de noviembre de 2009 (00.05) | Iquique de 2009     | 19°30′29″S 70°30′18″O / -19.508, -70.505 | XV, I y II Región   | 6565 | 6,5  | 0       |
| 16 de marzo de 2014 (18.16)     | Iquique de 2014     | 19°57′54″S 70°48′50″O / -19.965, -70.814 | XV y I Región       | 8383 | 7,0  | 0       |
| 1 de abril de 2014 (20.46)      | Iquique de 2014     | 19°37′48″S 70°51′47″O / -19.630, -70.863 | XV, I y II Región   | 8,0  | 8,2  | 6       |
| 1 de abril de 2014 (20.49)      | Iquique de 2014     | 20°05′06″S 70°23′20″O / -20.085, -70.389 | XV, I y II Región   | 8383 | 7,5  | 0       |
| 1 de abril de 2014 (20.57)      | Iquique de 2014     | 19°54′58″S 71°06′36″O / -19.916, -71.110 | XV, I y II Región   | 8383 | 7,0  | 0       |
| 2 de abril de 2014 (23.43)      | Iquique de 2014     | 20°31′01″S 70°26′20″O / -20.517, -70.439 | XV, I y II Región   | 7,5  | 7,7  | 0       |
| 23 de marzo de 2015 (01.40)     | Arica de 2015       | 20°31′01″S 70°26′20″O / -20.517, -70.439 | XV, I y II Región   | 8383 | 6,5  | 0       |